# Meister der Lübecker Burgkirchen-Zyklen
Meister der Lübecker Burgkirchen-Zyklen ist der Notname für einen namentlich nicht bekannten westfälischen, niederdeutschen Bildhauer, der zu Ende des 14. Jahrhunderts und im ersten Drittel des 15. Jahrhunderts in den damals wirtschaftlich eng verflochtenen Hansestädten Lübeck und Soest tätig war.

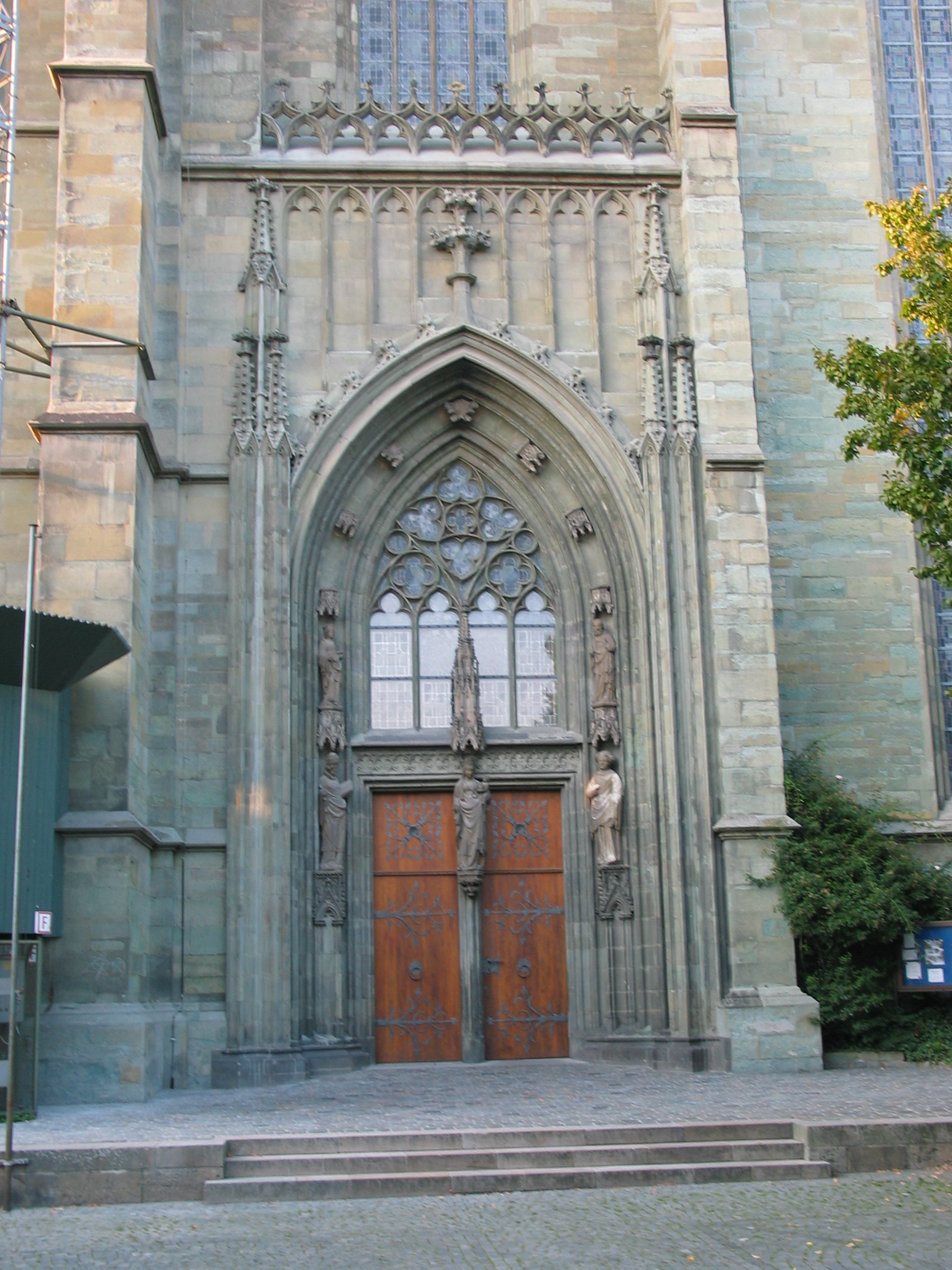
Südportal der Wiesenkirche in Soest

Der Meister erhielt seinen Notnamen nach der Maria-Magdalenenkirche (Burgkirche) des Burgklosters in Lübeck. Er arbeitete in westfälischem Sandstein, der nach Lübeck nur mit hohen Transportkosten herangeschafft werden konnte. Die Burgkirche war eine der am reichsten beschenkten Nebenkirchen der Stadt und musste 1818 nach Überbeanspruchungen in der Lübecker Franzosenzeit wegen Baufälligkeit abgerissen werden. Bei der Errichtung des Chors dieser Kirche im Jahr 1401 war die Kirche bereits reich mit Kunstschätzen ausgestattet worden. Darunter die vor dem Abriss der Burgkirche geborgenen törichten und klugen Jungfrauen nebst den Figuren von Ecclesia und Synagoge, die sich heute mit vielen anderen geborgenen Kunstschätzen und Altären dieser Kirche im St.-Annen-Kloster Lübeck befinden. 
Zu Beginn des 20. Jahrhunderts schrieben Kunsthistoriker diesen Figurenzyklus noch dem Meister der Darsow-Madonna, einer Madonnenskulptur in der Lübecker Marienkirche zu. Insbesondere die törichten Jungfrauen geben uns heute nicht nur eine ziemlich genaue Vorstellung von der Mode der Zeit ihrer Entstehung, auch die Lebendigkeit der Mimik hebt diese späten Bearbeitungen dieses Motivs im Stil des Trecento heraus.
Der Kunsthistoriker Walter Paatz vergleicht diese Skulpturen mit dem Apostelzyklus an der St.-Pauli-Kirche in Soest sowie mit zwei Statuetten am Südportal der dortigen Wiesenkirche sowie einer Ritterfigur im Inneren derselben.